# Acinonyx jubatus raineyi
Sous-espèce
Statut CITES
Statut de conservation UICN

 VU A2acd; C1 : Vulnérable
Acinonyx jubatus raineyi est une sous-espèce du Guépard présente dans l'Afrique de l'Est. Dans l'année 2004, la population de guépards était estimée entre 970 à 2 900 individus.

## Distribution
Il se trouve en Tanzanie, au Kenya, en Ouganda et au Congo.

## Population
- Kenya : 1 502
- Tanzanie : 1 470
- Ouganda : 347
- République démocratique du Congo : 2

## Systématique
Le nom valide complet (avec auteur) de ce taxon est Acinonyx jubatus raineyi Heller, 1913.
Acinonyx jubatus raineyi a pour synonyme :
- Acinonyx jubatus velox Heller, 1913